# شبیه‌ساز سامانه توان
شبیه‌ساز سامانه توان یا مانندسازهای سامانه‌های توان به ابزاری گفته می‌شوند که رفتار واقعی شبکه قدرت را به کمک مدل‌های ریاضی پیش‌بینی می‌کنند و برای آموزش کاربران و آشنایی با شرایط واقعی در راستای بالابردن سرعت و درستی تصمیم‌گیری هنگام کار با کالاهای گوناگون سامانه نیرو تحت شرایط مختلف بکار می‌روند.
از آنجا که دسترسی به کل یا بخش‌های گوناگون شبکه نیرو به دلایل ایمنی و هزینه بربودن شدنی نیست، بررسی رفتار و کارکرد سامانه‌های توان با آزمایش‌های واقعی بر روی آن‌ها امکان‌ناپذیر است. از این رو، پیدایش بسته‌های سخت‌افزاری یا نرم‌افزاری با هزینه کمتر و ابعاد کوچکتر که توانایی مانندسازی رفتارها و کارکردهای سامانه در حالت واقعی را داشته باشد، مؤثر و کارساز می‌باشد.
در سامانه برنامه‌ریزی شده که می‌توان آن را مانندساز آنالوگ سامانه توان نامید، توانایی بررسی پدیده‌های سامانه توان بگونه‌ای که در یک شبکه توان واقعی از گام تولید نیرو تا مصرف رخ می‌دهند، وجود دارد. در واقع این سامانه، مدل کوچک شده یک شبکه توان بزرگ است که دارای ژنراتور، ترانسفورماتور، توانراه‌ها و غیره می‌باشد و ویژگی‌های بخش‌های گوناگون را به‌گونه واقعی مدلسازی می‌نماید.

## آشنایی
مانندسازی شبکه‌های توان به پیش‌بینی رفتار سراسر یا بخشی از شبکه توان به یاری مدل‌سازی المان‌های شبکه با معادله‌های ریاضی گفته می‌شود. این مانندسازی می‌تواند در دو حالت مختلف انجام گیرد. یکی در حالت مانا (Steady state) و دیگری در حالت گذرا (Transient). در بررسی حالت مانا این‌گونه پنداشته می‌شود که سامانه به حالت همیشگی و ماندگار خود رسیده‌است اما در حالت گذرا همانگونه‌ای که از نام آن پیداست به بررسی لحظه به لحظه پارامترها در گستره زمان پرداخته می‌شود.
آنالیز هر مسئله در مهندسی برق در حالت گذرا در ابعاد بزرگ با مدلسازی بخش‌های گوناگون توان آغاز می‌گردد. مدل هرعنصر الکتریکی در گستره زمان معمولأ دارای یک دسته معادلات دیفرانسیل است که در آن پوینده (Variable) آزاد زمان و پوینده وابسته یک پارامتر فیزیکی مانند ولتاژ، گردش، توان یا انرژی است.
پیشرفت پرشتاب در سرعت رایانه‌ها که در پی دارنده افزایش سرعت پردازش و شمردار شده‌است مایه آن گردید که آنالیز عددی نقش شایانی در مانندسازی مدل‌های بخش‌های توان در حالت گذرا بیابد. در حقیقت، بکارگیری و پیاده‌سازی مؤثر روش‌های عددی در برنامه‌های رایانه‌ای، مسائلی که را که پیش از این حل ناشدنی بودند را با دقت بسیار بالایی حل نموده‌است. یکی از مسایل مهم‌تر مهندسی توان که این‌گونه پیشرفت‌ها به حل و بررسی آن بسیار کمک نمود بررسی حالت گذرا در شبکه‌های توان بوده‌است. پدیده حالت گذرا یکی از دشواریهای مهم در سامانه‌های توان می‌باشد، چراکه می‌تواند پدید آمدن یک حالت گذرا در پایان در پی دارنده افزوده ولتاژهایی گردد که بر روی کالاها به ویژه کالاها سوار کردن شده در پستها تأثیر ناخواسته‌ای بگذارد یا باعث آسیب‌های جدی در دیگر کالاها گردد. در این راستا، مانندسازی این حالتهای گذرا می‌تواند کمک بسیار بزرگی در بررسی شبکه‌های توان و بحث هماهنگی جداگری در پستها باشد. از سوی دیگر برای ارزیابی و بررسی حالات گذرا می‌بایستی مدل ریز بخش‌های به کار گرفته شود اگرچه در بررسی حالت مانا بسیاری از بخش‌ها با مدل ساده شده جایگزین می‌گردند. در این میان با توجه به وجود بخش‌های غیر خطی (Non-linear) و تأثیر آن‌ها دراندازه ولتاژ و گردش در شبکه‌های الکتریکی از آنالیز گستره زمان به جای گستره بسامد به کار گرفته می‌شود.

## کاربردهای دستگاه‌های مانندساز سامانه‌های توان
برخی از کاربردهای مانندسازی سامانه‌های توان در کانون‌های صنعتی، پژوهشی و آموزشی عبارتند از:
- بررسی پدیده‌های سامانه توان) حالت خطای دائمی و محافظت (پناه) شده.
- بررسی گسترش سامانه کنترل شبکه توان و پناه افزارها.
- بررسی و سنجش آیند بدست آمده از سوی سامانه با آیند نرم‌افزارهای بررسی سامانه‌های توان.
- توانایی انجام آزمایش‌های گوناگون از سوی شبیه‌ساز مانند تولید شرایط گوناگون گزند، بررسی کارکرد درست پناه افزارها و تجهیزات کنترل و…

## نرم‌افزارهای مانندسازی سامانه‌های توان
بسیاری از نرم‌افزارهای پدید آمده در شبکه بر پایه نیاز شبکه‌های توان کمابیش به بررسی حالات پایدار می‌پردازند که از آن جمله می‌توان به نرم‌افزارهای پخش بار (Load flow) اشاره کرد. پخش بار پیش‌بینی گذر توان‌های حقیقی و راکتیو از توانراه‌ها به کمک معادله‌های KVL و KCL در شین‌ها (باس‌ها) و توانراه‌ها می‌باشد.
از سوی دگر، نرم‌افزارهای پدید آمده برای مانندسازی سامانه‌های توان در حالت گذرا معدود و انگشت شمار می‌باشند. یکی ازنرم‌افزارهای بسیار کارآمد در حل حالات گذرا نرم‌افزار EMTP می‌باشد. این نرم‌افزار با دقت بسیار بالا می‌تواند مانندسازی حالات گذرا را انجام دهد، اما این نرم‌افزار جعبه ابزاری(Toolbox) برای بهره‌گیری از پایگاه داده‌ها و نیز حل بازگشتی (Recursive) در بخش هماهنگی پستها را ندارد.
یک نرم‌افزار مانند ساز، کمابیش کارایی‌های زیر را دارا می‌باشد:
1. سامانه نیروگاه
2. سامانه توانراه ها
3. سامانه پخش توان
4. سامانه جبرانساز توان راکتیو مدل TCR
5. سامانه بار
6. سامانه پناه
7. سامانه کنترل و سرپرستی دانستار SCADA
8. بارهای غیر خطی و هارمونیکی
9. جبرانساز توان راکتیو مدل TSC
10. جبرانساز توان راکتیو مدل STATCOM
11. پالونه‌های حذف هارمونیک
12. کلید زنی پست‌ها
13. هماهنگی جداگری

## بن مایه
1. ↑  Kundur, Prabha. Power system stability and control. Eds. Neal J. Balu, and Mark G. Lauby. Vol. 4. No. 2. New York: McGraw-hill, 1994.
2. ↑  Barret, J-P. , Pierre Bornard, and Bruno Meyer. Power system simulation. Springer, 1996.